# Александровка (Матвієвський район)
Алекса́ндровка (рос. Александровка) — село у складі Матвієвського району Оренбурзької області, Росія.

## Населення
Населення — 149 осіб (2010; 299 у 2002).
Національний склад (станом на 2002 рік):
- росіяни — 87 %